# Frustrovaný Lewisův pár
Frustrovaný Lewisův pár (FLP) je sloučenina nebo směs obsahující Lewisovu kyselinu a Lewisovu zásadu, které se v důsledku sterického stínění nemohou spojit do klasického aduktu.
Je znám velký počet FLP, mnoho jednoduchých substrátů vykazuje aktivaci.
Rozvoj FLP urychlilo zjištění, že některé z nich uvolňují H2. Jedinečná reaktivita frustrovaných Lewisových párů jim umožňuje reagovat se sloučeninami podléhajícími heterolýze, což například vede k uvolňování vodíku; například směs tricyklohexylfosfinu (PCy3) a tris(pentafluorofenyl)boran uvolňují vodík za vzniku fosfoniových a boritanových iontů:
{\displaystyle {\ce {PCy3 + B(C6F5)3 + H2 -> [HPCy3]+ [HB(C6F5)3]-}}}
Tato reaktivita byla využita k vývoji FLP katalyzujících hydrogenační reakce.

## Aktivace malých molekul
Frustrované Lewisovy páry mohou aktivovat řadu malých molekul, buď tím, že spouštějí heterolýzu, nebo tvorbou komplexů.

### Vodík
Aktivace a využití H2 má význam v řadě chemických i biologických procesů. Pomocí FLP lze získat vodík bez použití kovů , čímž se snižují náklady a překonává nevýhoda v podobě nedostatku některých přechodných kovů běžně používaných k aktivacím H2 (Ni, Pd, Pt).
Při reakci tricyklohexylfosfinu (PCy3) s tris(pentafluorofenyl)boritanem vzniká H2 spolu s fosfoniovým a boritanovým iontem:
{\displaystyle {\ce {PCy3 + B(C6F5)3 + H2 -> [HPCy3]+ [HB(C6F5)3]-}}}
Při této reakci PCy3 (Lewisova zásada) a B(C6F5)3 (Lewisova kyselina) kvůli sterickým efektům cyklohexylové a pentafluorofenylové skupiny nemohou vytvořit adukt. Proton na fosforu a hydrid na boritanu jsou tak aktivovány a mohou reagovat s organickými sloučeninami a vyvolávat tak hydrogenace.

### Mechanismus aktivace divodíku pomocí FLP
Byl prozkoumán mechanismus aktivace H2 pomocí mezimolekulárních i vnitromolekulárních FLP. Mezimolekulární mají Lewisovu zásadu na jiné molekule než Lewisovu kyselinu, kdy spolu jednotlivé molekuly interagují Londonovými disperzními silami, které k sobě přiblíží Lewisovu zásadu a kyselinu a malé molekuly následně interagují s frustrovanými páry. Experimentální důkazy pro tento druh interakcí nejsou přesvědčivé, byly ovšem získány i další důkazy na základě teorie funkcionálu hustoty. Vnitromolekulární FLP se tvoří při spojení Lewisovy kyseliny a zásady v jedné molekule prostřednictvím kovalentních vazeb. Odolné vnitromolekulární FLP mají reaktivitu nižší v důsledku omezené flexibility.

### Ostatní malé molekuly
FLP kromě H2 reagují i s řadou nenasycených substrátů. Některé vstupují do reakcí s CO2, jako je deoxygenační redukce CO2 na methan.
S frustrovanými Lewisovými páry reaguje také ethen:
{\displaystyle {\ce {PCy3 + B(C6F5)3 + C2H4 -> Cy3P+CH2CH2B^{-}(C6F5)3}}}
Když se pár kyselina-zásada současně chová jako nukleofil i elektrofil, tak lze tuto vlastnost využít pro otevírání kruhů cyklických etherů, jako jsou tetrahydrofuran, 2,5-dihydrofuran, kumaran a dioxan.

## Katalytická využití

### Hydrogenace iminů, nitrilů a aziridinů
Redukce iminů, nitrilů a aziridinů na aminy jsou obvykle katalyzovány hydridy kovů, například hydridem lithno-hlinitým nebo kyanoborohydridem sodným. Lze také použít katalyzátory založené na boritanech fosfoniových iontů, (R2PH)(C6F4)BH(C6F5)2 (R = 2,4,6-Me3C6H2) 1. Tato hydrogenace bez použití kovů může nahradit postupy využívající drahé kovové katalyzátory.
Mechanismus redukce iminů pravděpodobně zahrnuje protonaci dusíkového atomu za tvorby iminiové soli. Rychlost reakce určuje míra zásaditosti dusíku; rychleji se redukují iminy bohatší na elektrony. Vzniklé iminium je nukleofilně atakováno borohydridovým aniontem a vznikne amin. Malé aminy se vážou na boran, čímž zabraňují dalším reakcím; to lze překonat několika způsoby: zvýšením teploty, použitím stericky stínících substituentů na iminech, nebo ochranou iminu pomocí skupiny B(C6F5)3, která také jako Lewisova kyselina usnadňuje reakci.

### Enantioselektivní hydrogenace iminů
Chirální boronátové Lewisovy kyseliny odvozené od (1R)-(+)-kafru vytváří frustrované Lewisovy páry s tBu3P, které lze izolovat jako soli. Tyto FLP katalyzují enantioselektivní hydrogenace některých aryliminů s vysokými výtěžky i enantiomerními přebytky (až 83 %).
Tento postup nelze zobecnit. Silnější sterické efekty u substituentů na iminu vedou k nižším výtěžkům i enantiomerním přebytkům. Nejlepších hodnot se dosahuje u methoxylovaných iminů.

### Asymetrické hydrosilylace

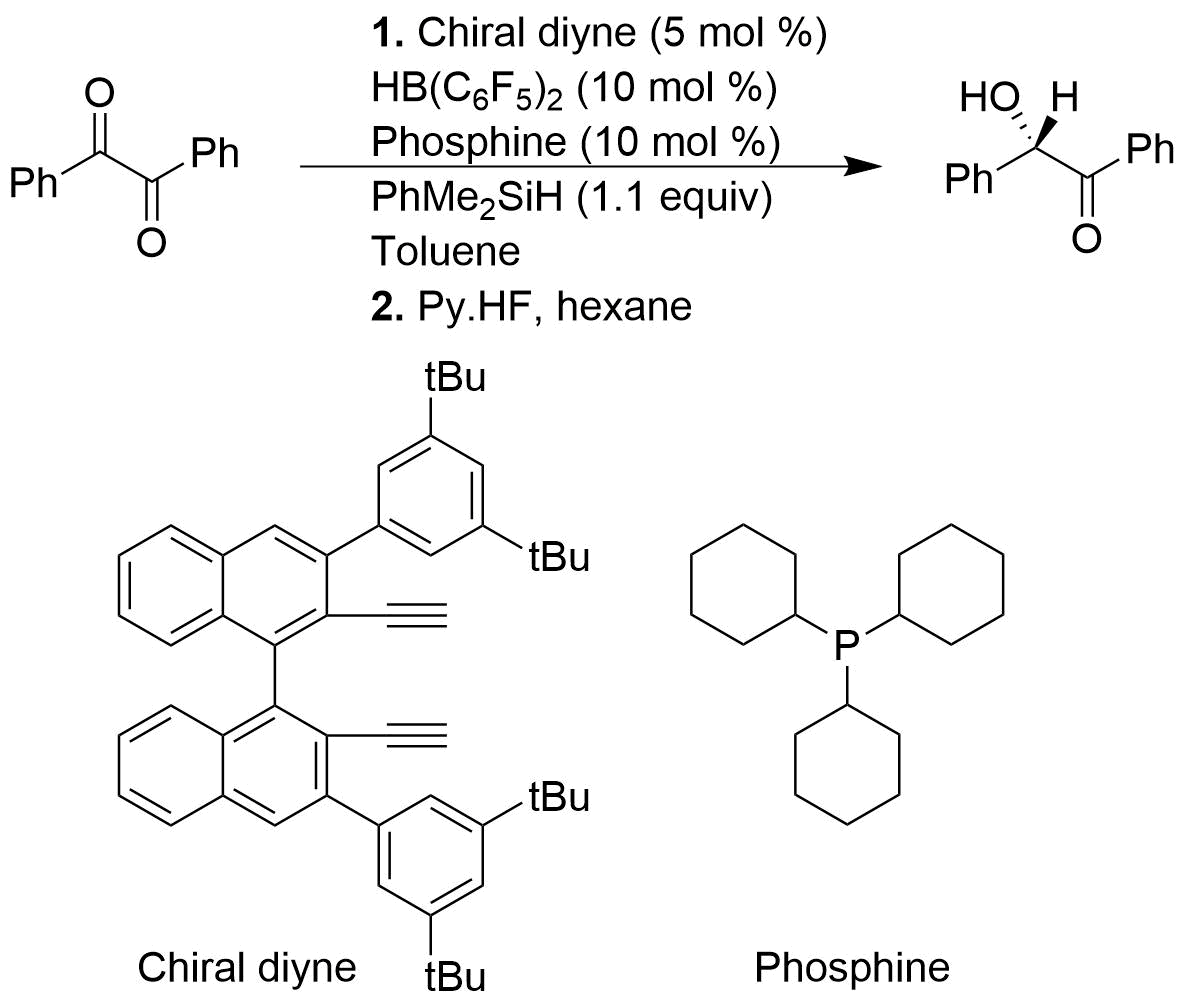
Asymetrická hydrosilylace diketonu za přítomnosti FLP

Frustrované Lewisovy páry chirálních alkenylboranů a fosfinů mohou katalyzovat asymetrické hydrosilylace 1,2-dikarbonylových sloučenin a alfa-ketoesterů s vysokými výtěžnostmi i enantioselektivitami. Oproti běžným Piersovým hydrosilyĺacím ovšem ty asymetrické nejsou příliš rozvinuty.
V následujícím příkladu se vytváří chirální alkenylboran z chirálního diynu a HB(C6F5)2. Heterolytickým štěpením vazby Si-H v molekule PhMe2SiH za katalýzy FLP vzniká komplex silyliového a hydridoboritanového iontu.

### Hydrogenace alkynů
Katalyzátory založené na frustrovaných Lewisových párech lze použít k hydrogenacím neaktivovaných vnitřních alkynů na cis-alkeny.
Tato reakce probíhá za poměrně mírných podmínek, při tlaku vodíku 200 kPa. Z hlediska mechanismu je alkyn nejprve hydroborován a vzniklý vinylboranový FLP poté aktivuje divodík. Následuje protodeborylační krok, kdy se uvolňuje cis-alken (tento izomer vzniká, protože probíhá syn-hydroborylace) a obnovuje katalyzátor. I když se účastní hydrogenací alkynů, tak katalyzátory založené na FLP nekatalyzují hydrogenace alkenů na alkany; v posledním kroku se snadněji štěpí C6F5 než alkyl, což způsobuje rozklad katalyzátoru. Katalytický cyklus se skládá ze tří částí:
- navázání substrátu (hydroborace alkynu)
- štěpení H2 vinylboranem a následné vnitromolekulární protodeborylace vinylové skupiny, kdy se obnovuje N,N-dimethyl-2-[(pentafluorofenyl)boryl]anilin
- vznik cis-alkenu

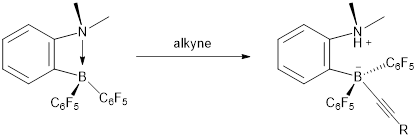
Navázání koncového alkynu na FLP

Při použití vnitřních alkynů dochází k vedlejším reakcím, kdy se proton navázaný na dusík napojuje na fluorobenzeny. Tato adice tak probíhá v menší míře, převažuje ale tvorba alkenu.
Koncové alkyny se nenavazují na bor hydroboracemi, ale aktivacemi vazeb C-H, napojení protonu na alkynovou skupinu tak vytvoří původní alkyn. Hydrogenace za přítomnosti frustrovaných Lewisových párů tak nelze provést u koncových alkynů, kde vzniká pouze pentafluorbenzen.
Hydrogenace koncových alkynů je možné uskutečnit pomocí systémů tvořených pyridony a borany. Vodík se aktivuje za pokojové teploty a vzniká pyridon-boranový komplex. Disociace tohoto komplexu umožní hydroboraci alkynu volným boranem. Po protodeborylaci pyridonem se utvoří cis-alken. Hydrogenace koncových alkynů zde lze provést z toho důvodu, že aktivace vazby C-H je vratná a probíhá současně s aktivací vodíku.

### Borylace
Aminboranové FLP katalyzují borylace aromatických heterocyklů bohatých na elektrony. Reakci udržuje uvolňování vodíku aktivací vazby C-H pomocí FLP. Aromatické borylace se často používají při vývoji léků, protože sloučeniny boru jsou oproti sloučeninám ušlechtilých kovů lépe dostupné, levnější a méně toxické.

Mechanismus borylace katalyzované FLP

Substráty pro tyto reakce musí splňovat dva základní požadavky, související s mechanismem borylace. Zaprvé musejí být bohaté na elektrony; například samotný thiofen nereaguje, zatímco jeho deriváty bohatší na elektrony, - methoxythiofen a 3,4-ethylendioxythiofen - mohou vstoupit do reakcí s aminy a borany. Substituce 1-methylpyrrolu (který může reagovat) terc-butyloxykarbonylovou (Boc) chránicí skupinou, která způsobuje silné odtahování elektronů, na poloze 2 reakci zcela zastaví. Druhým požadavkem je nepřítomnost zásaditých aminových skupin na substrátu, která by vedla k tvorbě nežádoucího aduktu; tento jev lze ukázat na nereaktivitě pyrrolu, kde se 1-methylpyrrol a N-benzylpyrrol reakce mohou účastnit.
Jednoduchý piperidin jako R skupina aminu (na rozdíl od výše zobrazeného tetramethylpiperidinu) reakci urychluje. Studiemi založenými na kinetice a teorii funkcionálu hustoty bylo zjištěno, že u něj aktivace C-H probíhá snadněji než při použití větších substituentů.
Za podobných podmínek, s použitím N-tosylindolů, lze provádět dearomatizace; jejich produkty jsou syn-hydroborylované indoliny.

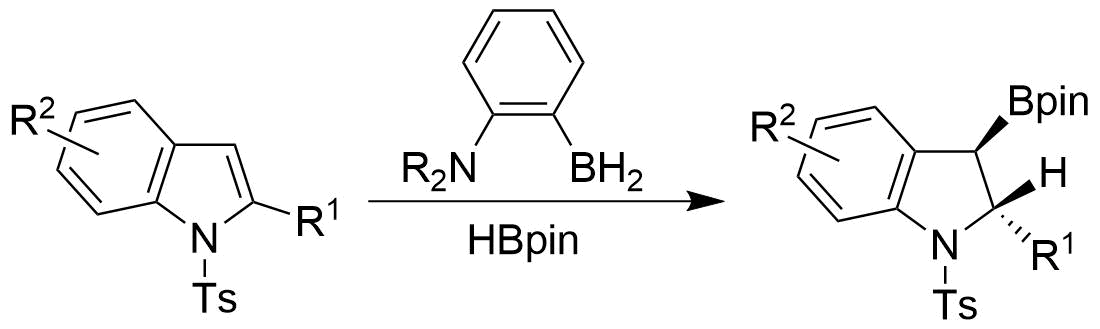
Deromatizace N-tosylindolu pomocí HBpin

Byly popsány i dehydrogenační borylace vazeb S-H u thiolů. Alkoholy a aminy, jako jsou terc-butanol a terc-butylamin, vytváří stabilní vazby π mezi borem a volným elektronovým párem atomu N/O, které zamezují katalýze, což u thiolů neprobíhá a katalýza tak může probíhat. Provedeny byly i borylace vazeb Se-H; ve všech těchto případech je řídicí silou reakce tvytváření plynného vodíku (H2).

## Zachycování uhlíku
FLP mají využití při zachytávání oxidu uhličitého.
Selektivně zachycovat a uvolňovat oxid uhličitý mohou jak mezimolekulární, tak i vnitromolekulární frustrované Lewisovy páry, složené z fosfinu a boranu. V atmosféře z CO2 FLP za pokojové teploty vytvářejí sloučeninu FLP-CO2 v podobě bílé sraženiny.

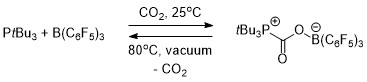
Zachycování a uvolňování CO_{2} pomocí mezimolekulárního frustrovaného Lewisova páru

Zahříváním sloučeniny CO2 s vnitromolekulárním FLP v brombenzenu za teploty 80 °C ve vakuu po 5 hodin vedlo k uvolnění přibližně poloviny CO2 a obnově onou složek FLP. Po několika dalších hodinách ve vakuu za pokojové teploty došlo k uvolnění veškerého CO2.

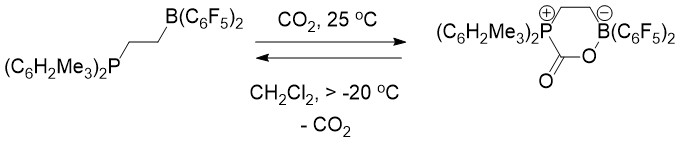
Zachycování a uvolňování CO_{2} pomocí vnitromolekulárního frustrovaného Lewisova páru

Vnitromolekulární FLP-CO2 je jako pevná látka za pokojové teploty stabilní, ale v dichlormethanovém roztoku se nad -20 °C rozkládá na CO2 a původní FLP.
Tento způsob zachycování se používá v průtokové chemii.